# Дементьєва Валерія Олексіївна
Валерія Олексіївна Дементьєва (нар. 7 червня 1907, Астрахань, Російська імперія — пом. 20 жовтня 1990, Москва, Російська РФСР, СРСР) — радянська актриса театру і кіно, народна артистка Російської РФСР.

## Біографія
Валерія Олексіївна Дементьєва народилася 7 червня 1907 року в Астрахані. Навчалася в ГІТІСі, але не закінчивши, пішла з нього в 1926 році.
У 1923—1933 роках грала в Театрі імені МГСПС (з 1929 року — Театр імені МОСПС), у 1933 році перейшла до МХАТ 2-го, де встигла зіграти головну жіночу роль у виставі «Годинникар та курка». Після ліквідації МХАТ 2-го з 16 березня 1936 року грала у Московському художньому театрі імені Горького. У 1987 році після розділу — актриса МХАТУ імені А. П. Чехова.
Померла 20 жовтня 1990 року в Москві.

## Нагороди та премії
- Заслужена артистка РРФСР (30.01.1963).
- Народна артистка РРФСР (3.10.1979).
- Орден «Знак Пошани» (1948).

## Роботи в театрі
- «Платон Кречет» О. Ю. Корнійчука — Оля
- «На дні» М. Горького — Настя
- «Анна Кареніна» за Л. М. Толстим — няня Сергія
- «Остання жертва» О. М. Островського — Михеївна
- «Мертві душі» за М. В. Гоголю — Мавра
- 1940 — «Трудовий хліб» О. М. Островського — Меланія
- 1942 — «Кремлівські куранти» М. Погодіна — Злиденна
- 1943 — «Останні дні» М. Булгакова — смотрительша
- 1949 — «Пізня любов» О. М. Островського — Шаблова
- «Без вини винуваті» О. М. Островського — Галчиха
- 1973 — «Старий Новий рік» М. Рощина — теща
- 1974 — «Іван і Ваня» Л. Чекалова — Дар'я
- 1975 — «Ешелон» М. Рощина — Саввівна
- 1977 — «Останній строк» за В. Г. Распутіним — Мирониха
- 1978 — «Живи і пам'ятай» за Распутіну — Семенівна
- 1982 — «Вагончик» Н. А. Павлової — стара Грибова
- 1985 — «Дядя Ваня» А. П. Чехова — нянька Марина
- 1986 — «Тамада» А. Галіна — Дар'я
- 1988 — «Московський хор» Л. Петрушевської — Ліда

## Фільмографія
1. 1953 — Анна Кареніна (телеспектакль) — няня Сергія
2. 1960 — Мертві душі — літня дама  (немає в титрах)
3. 1967 —  Кремлівські куранти —  злиденна
4. 1968 — Поема про сокиру (телеспектакль) —  мати Степана
5. 1968 — Пізня любов (телеспектакль) —  мати Степана
6. 1969 — Сувора дівчина (телеспектакль) —  Парасковія Петрівна, бабуся Тоні
7. 1978 — Москва. Чисті ставки (телеспектакль) —  сусідка матері хворої дівчинки Майї
8. 1979 —  Цей фантастичний світ (Випуск 2. «Янкі при дворі короля Артура») —  черниця
9. 1979 — Мертві душі (телеспектакль) —  Мавра, прислуга Плюшкіна
10. 1980 —  Старий Новий рік —  Марія Іванівна, теща Себейкіна